# 썸바디 (드라마)
《썸바디》(영어: Somebody)는 넷플릭스에서 2022년 11월부터 방영된 대한민국의 스릴러 드라마이다.

## 기획의도
소셜 커넥팅앱 '썸바디'를 매개로 살인사건이 벌어지면서 개발자 섬과 그녀 주변의 친구들이 의문의 인물 윤오와 얽히며 벌어지는 이야기를 그린 스릴러

## 제작진

### 연출
- 정지우 : ( 영화 《사로》(감독 & 편집 & 스텝 & 각본 & 제작), 영화 《원정》(촬영 & 스텝), 영화 《캣우먼과 맨 》(편집 & 스텝 & 촬영), 영화 《저스트 두 잇》(각본 & 스텝), 영화 《생강》(감독 & 편집 & 스텝), 영화 《해피엔드》(각본 & 스텝 & 감독), 영화 《배낭을 멘 소년》(감독), 영화 《사랑니》(각본 & 감독 & 편집 & 스텝), 영화 《감독들, 김기영을 말하다》(본인), 영화 《다섯 개의 시선》(감독), 영화 《모던 보이》(감독 & 각본 & 스텝), 영화 《이끼》(각본 & 스텝), 영화 《정지우X김무열X조은지 프로젝트》(감독), 영화 《은교》(감독 & 각본 & 스텝 & 제작), 영화 《남극의 여름》(감독), 영화 《4등》(각본 & 감독 & 제작 & 스텝), 영화 《침묵》(감독 & 각본 & 스텝), 영화 《유열의 음악앨범》(감독 & 각색 & 스텝 & 제작) 등 연출 )

### 극본
- 정지우 : ( 영화 《사로》(감독 & 편집 & 스텝 & 각본 & 제작), 영화 《원정》(촬영 & 스텝), 영화 《캣우먼과 맨 》(편집 & 스텝 & 촬영), 영화 《저스트 두 잇》(각본 & 스텝), 영화 《생강》(감독 & 편집 & 스텝), 영화 《해피엔드》(각본 & 스텝 & 감독), 영화 《배낭을 멘 소년》(감독), 영화 《사랑니》(각본 & 감독 & 편집 & 스텝), 영화 《감독들, 김기영을 말하다》(본인), 영화 《다섯 개의 시선》(감독), 영화 《모던 보이》(감독 & 각본 & 스텝), 영화 《이끼》(각본 & 스텝), 영화 《정지우X김무열X조은지 프로젝트》(감독), 영화 《은교》(감독 & 각본 & 스텝 & 제작), 영화 《남극의 여름》(감독), 영화 《4등》(각본 & 감독 & 제작 & 스텝), 영화 《침묵》(감독 & 각본 & 스텝), 영화 《유열의 음악앨범》(감독 & 각색 & 스텝 & 제작) 등 연출 )

- 한지완 : ( SBS 드라마스페셜 《원티드》(집필), KBS2 수목 미니시리즈 《오늘의 탐정》(집필), tvN 수목 미니시리즈 《살인자의 쇼핑목록》(집필) 등 집필 )

## 등장인물
- 김영광 : 성윤오 역
- 강해림 : 김섬 역
- 김용지 : 임목원 역
- 김수연 : 영기원 역